# Mimoza Hamidi
Mimoza Hamidi (ur. 28 kwietnia 1998 w Preševie) – szwajcarska i albańska piłkarka, w 2020 roku dołączyła do reprezentacji Albanii.